# Franska ockupationszonen

Den franska ockupationszonen, 8 juni 1947 - 22 april 1949

Ockupationszonerna i Berlin.

Den Franska ockupationszonen var en av de fyra ockupationszoner som bildades efter Nazitysklands villkorslösa kapitulation och upplösning i slutet av andra världskriget 1945.
Segrarmakternas inbördes indelning av efterkrigs-Tysklands ockupationszoner definierades i Londonprotokollet. I dessa ingick dock inte Berlin (Stor-Berlin), som utgjorde en särskild, gemensamt ockuperad del men delades in i sektorer för respektive ockupationsmakts förvaltning.
Som för alla zoner, låg huvudorten officiellt i Berlin. I praktiken den franska militärregeringen i Baden-Baden.
Området kom 1949 att bli en del av den nybildade staten Västtyskland, med undantag av Saar som införlivades i Västtyskland först 1957.

## Utsträckning
Den franska ockupationszonen omfattade följande områden:
- Den bayerska provinsen Rheinpfalz;
- Regeringsområdena Koblenz och Trier, som ingått i den preussiska Rhenprovinsen;
- Regeringsområdet Montabaur, som tillhört den preussiska provinsen Nassau;
- Den preussiska provinsen Hohenzollern;
- De hessiska provinsen  Rheinhessen (utom en liten del öster om Rhen);
- De delar av Baden och Württemberg som låg söder om motorvägen A8;
- Birkenfeld, som varit en sydlig enklav tillhörande Fristaten Oldenburg;

Fram till 1946 ingick också Saarland i den franska ockupationszonen.

## Berlinsektorn
Franska trupper anlände till Berlin 12–14 augusti 1945.
Deras Berlinsektor omfattade från och med den 13 augusti stadsdelsområdena (Bezirke) Wedding och Reinickendorf.

## Västtyskland
Inför bildandet av den västtyska staten 1949, bildades förbundsländerna Rheinland-Pfalz, Württemberg-Hohenzollern och Südbaden. Tillsammans med förbundsländerna i den brittiska och i den amerikanska zonen, bildade de Förbundsrepubliken Tyskland, informellt ofta kallat Västtyskland.
År 1952 slogs Württemberg-Hohenzollern och Südbaden ihop med det nybildade förbundslandet Baden-Württemberg.
Ockupationszonerna i det västtyska området kvarstod under en övergångstid med ökande självständighet för den nya staten, och upplöstes efter ikraftträdandet av Parisfördragen i maj 1955.